# Þróttur Vogum
Þróttur Vogum is een IJslandse voetbalclub uit Vogar, een dorp in het oosten van het schiereiland Reykjanes. In 1932 werd de club opgericht, de kleuren zijn oranje-zwart. 

## Geschiedenis
Het speelde altijd in de lagere klassen van het IJslandse voetbalsysteem. In 2017 werd voor het eerst promotie bewerkstelligd naar de 2. deild karla, het derde plan. In 2021 werd Þróttur Vogum kampioen van de 2. deild karla en schreef opnieuw geschiedenis, dit keer met promotie naar de 1. deild karla. Men degradeerde als rode lantaarn direct weer terug. 